# 高汝登
高汝登（1525年—1605年），字自卑，号柳溪，淄川杨寨月莊人。
父亲高冔（1511年－1581年），字殷宗。聪颖嗜学，“温恭长者，事亲以孝闻”，一生好义乐施，捐资建立五里河桥、范水桥及加固灵虹桥栏杆。神宗時，以子高舉貴，封河南道监察御史，累赠中憲大夫、都察院右佥都御史，世称高封公。